# Rui Miguel
Rui Miguel Melo Rodrigues (Seia, 15 de Novembro de 1983) é um jogador de futebol de Portugal que joga habitualmente a médio ofensivo.
Entre 2006 e 2008 jogou na primeira liga do campeonato Polaco ao serviço do Zagłębie Lubin. Foi o primeiro jogador português a jogar na Liga Polaca com uma passagem de sucesso, tendo conquistado o Titulo de Campeão Nacional na época 2006/2007 e a Supertaça na época de 2007/2008.
Regressa a Portugal na época 2008/2009 onde jogou no Futebol Clube Paços de Ferreira, atingindo nessa mesma época a Final da  Taça de Portugal.
Na época 2009/2010 foi contratado pelo Vitória de Guimarães por cinco temporadas.
. Em Guimarães atingiu o auge da carreira, ajudando o clube a chegar à Final da Taça de Portugal e a qualificar-se para as Competições Europeias.
Em 2011 é transferido para o FK Krasnodar por 1 Milhão de Euros, onde permaneceu por meia época transferindo-se em Dezembro para a Roménia onde jogou pelo Astra Giurgiu.
Em 2012/2013 foi contratado pelo AEL Limassol do Chipre por duas épocas onde conseguiu relançar a carreira, com importante participação na Liga dos Campeões, fase de grupo da Liga Europa e Final da Taça do Chipre.
A época de sucesso no Chipre valeu-lhe o regresso ao Paços de Ferreira num novo projeto, com o objetivo da inédita chegada à Liga dos Campeões.
Na época de 2014/2015 regressa à Roménia para representar o histórico Rapid Bucareste.
Na época 2015/2016 muda-se para a Capital da Moldávia para representar o FC Zimbru Chisinau, sendo o melhor marcador da equipa e um papel fundamental no apuramento histórico do clube para as Competições Europeias. Desempenhou também o papel de Diretor Desportivo do Clube.
Em 2016/2017 regressa a Portugal para representar por três épocas o Clube da sua formação o AC. Viseu.
Termina a carreira na época de 2019/2020 ao serviço do Clube Desportivo Trofense.